# Dierks
Dierks is een plaats (city) in de Amerikaanse staat Arkansas, en valt bestuurlijk gezien onder Howard County.

## Demografie
Bij de volkstelling in 2000 werd het aantal inwoners vastgesteld op 1230.
In 2006 is het aantal inwoners door het United States Census Bureau geschat op 1242, een stijging van 12 (1,0%).

## Geografie
Volgens het United States Census Bureau beslaat de plaats een oppervlakte van
4,8 km², geheel bestaande uit land. Dierks ligt op ongeveer 123 m boven zeeniveau.

## Plaatsen in de nabije omgeving
De onderstaande figuur toont nabijgelegen plaatsen in een straal van 32 km rond Dierks.